# The Girl I Like Forgot Her Glasses
The Girl I Like Forgot Her Glasses (яп. 好きな子がめがねを忘れた Суки на ко га мэганэ о васурэта, «Моя возлюбленная забыла свои очки»), также кратко Sukimega (яп. 好きめが Сукимэга) — манга, написанная и проиллюстрированная Комэ Фудзитикой. Впервые опубликована в апреле 2018 года в формате веб-манги в социальной сети «Твиттер». С ноября 2018 по апрель 2024 года публиковалась в журнале сёнэн-манги Monthly Gangan Joker издательства Square Enix и была издана в двенадцати томах-танкобонах. Студией GoHands манга адаптирована в формат аниме-сериала, трансляция которого проходила с июля по сентябрь 2023 года.

## Синопсис
Ученик средней школы Каэдэ Комура влюблён в свою соседку по парте Ай Миэ, которая, вследствие своего плохого зрения, носит очки. Каэдэ считает Ай милой, и всё, чего он желает, — чтобы она смотрела на него. Однажды Ай по рассеянности забывает свои очки дома и, придя в школу, начинает щуриться и путать учеников. Каэдэ замечает отсутствие очков и прищуренный взгляд Ай, и решает помогать ей в школе. В дальнейшем Ай всё чаще забывает свои очки и всё больше начинает полагаться на помощь Каэдэ.

## Персонажи
Каэдэ Комура (яп. 小村 楓 Комура Каэдэ) — стеснительный и добродушный ученик средней школы. Он влюблён в Ай с первых дней её появления в школе, но из-за боязни быть отвергнутым ему трудно признаться ей в своих чувствах. Обожает играть в компьютерные игры, особенно в аркады. Ай охарактеризовала Каэдэ как доброго и предупредительного.
Сэйю: Масахиро Ито
Ай Миэ (яп. 三重 あい Миэ Ай) — рассеянная ученица средней школы, всегда забывающая свои очки. Ввиду того, что её дом находится рядом со школой, Ай может ходить в школу без очков. Часто может разговаривать как воин; данное умение передалось ей от отца. Любит посещать океанариум и приобретать знания о морских обитателях. Всякий раз, когда Ай забывает свои очки, она перестаёт воспринимать расстояние и поэтому наклоняется ближе к Каэдэ, чтобы лучше видеть его лицо, тем самым заставляя мальчика краснеть от смущения.
Сэйю: Сион Вакаяма
Рэн Адзума (яп. 連 東 Адзума Рэн) — одноклассник Каэдэ и Ай. Популярен в школе и знает о чувствах Каэдэ и Ай друг к другу. Благодаря своей внешности и доброте он часто получает признания от девушек, которым всегда любезно отказывает. Иногда он пытается помочь Ай, что заставляет Каэдэ испытывать муки ревности и неловкость.
Сэйю: Рёхэй Кимура
Наруми Сомэя (яп. 染谷 成海 Сомэя Наруми) — одноклассница Каэдэ и Ай. Девочка с косичками, которая несколько раз заставляет Ай ревновать к Каэдэ, особенно когда он пытается помочь Наруми или когда случайно подходит к ней слишком близко.
Сэйю: Сино Симодзи
Томо Ясака (яп. 八坂 智 Ясака Томо) — один из самых близких друзей Каэдэ. Он регулярно подлавливает Каэдэ, когда тот смотрит на Ай.
Сэйю: Юсукэ Кобаяси
Асука Кавато (яп. 川戸 あすか Кавато Асука) — одна из самых близких подруг Ай, с которой она часто ходит вместе.
Сэйю: Ая Утида
Юика Хибути (яп. 火渕 結衣花 Хибути Юика) — одноклассница Каэдэ и Ай. Также как и Ай, обладает плохим зрением. Однажды, во время проведения спортивного фестиваля, помогла Ай надеть контактные линзы.
Сэйю: Саки Миясита
Токита (яп. 時田) — один из одноклассников Каэдэ и Ай. Носит очки и обладает пухлым телосложением.
Сэйю: Кэнтаро Тонэ
Исэ (яп. 伊勢) — бывший одноклассник Ай. Когда они вместе учились в начальной школе, он крал у Ай очки.
Махо Тояма (яп. 遠山 まほ То:яма Махо)
Сэйю: Минори Судзуки

## Медиа

### Манга
Манга The Girl I Like Forgot Her Glasses, написанная и проиллюстрированная Комэ Фудзитикой, была впервые опубликована в формате веб-манги 23 апреля 2018 года в твиттер-аккаунте автора. 22 ноября 2018 года началась регулярная публикация манги в журнале Monthly Gangan Joker издательства Square Enix. 22 июля 2023 года было объявлено о скором завершении манги. Финальная глава была опубликована 22 апреля 2024 года в майском выпуске журнала Monthly Gangan Joker. Всего главы манги были скомпонованы в двенадцать томов-танкобонов. Первый том поступил в продажу 22 февраля 2019 года, двенадцатый и последний — 20 июня 2024 года.
В ноябре 2021 года американское издательство Comikey Media лицензировало мангу для публикации в цифровом формате. В печатном формате манга выпускается на территории Северной Америки издательством Square Enix.

#### Список томов
| №  | Дата публикации    | ISBN                                               |
| -- | ------------------ | -------------------------------------------------- |
| 01 | 22 февраля 2019 г. | ISBN 978-4-7575-6026-0                             |
| 02 | 22 июня 2019 г.    | ISBN 978-4-7575-6169-4                             |
| 03 | 22 ноября 2019 г.  | ISBN 978-4-7575-6395-7                             |
| 04 | 22 февраля 2020 г. | ISBN 978-4-7575-6531-9                             |
| 05 | 22 мая 2020 г.     | ISBN 978-4-7575-6668-2                             |
| 06 | 22 октября 2020 г. | ISBN 978-4-7575-6911-9                             |
| 07 | 22 апреля 2021 г.  | ISBN 978-4-7575-7208-9                             |
| 08 | 21 октября 2021 г. | ISBN 978-4-7575-7502-8 ISBN 978-4-7575-7503-5 (СИ) |
| 09 | 22 июня 2022 г.    | ISBN 978-4-7575-7973-6 ISBN 978-4-7575-7974-3 (СИ) |
| 10 | 20 января 2023 г.  | ISBN 978-4-7575-8351-1                             |
| 11 | 22 июля 2023 г.    | ISBN 978-4-7575-8677-2 ISBN 978-4-7575-8678-9 (СИ) |
| 12 | 20 июня 2024 г.    | ISBN 978-4-7575-9167-7 ISBN 978-4-7575-9168-4 (СИ) |

### Аниме
Об адаптации манги в формат аниме-сериала было объявлено 13 января 2023 года. Его производством занялась студия GoHands, на должность режиссёра назначен Кацумаса Ёкоминэ, главным режиссёром стал Сусуму Кудо, сценаристом — Тамадзо Янаги, дизайнером персонажей — Такаюки Утида, а композитором — Джимми Там Пи. Аниме-сериал транслировался с 4 июля по 26 сентября 2023 года на Tokyo MX и других телеканалах. Открывающая музыкальная тема аниме-сериала — «Name», исполненная певицей Цудзури; закрывающая — «Megane Go Round», исполненная Масаёси Оиси, Масахиро Ито и Сион Вакаямой под совместным псевдонимом Masayoshi ga Megane wo Wasureta.
За пределами Азии аниме-сериал лицензирован стриминговым сервисом Crunchyroll, на территории Южной и Юго-Восточной Азии, а также Океании (за исключением Австралии и Новой Зеландии) — компанией Medialink и транслировался посредством YouTube-каналов Ani-One. На русском языке аниме-сериал лицензирован Crunchyroll под названием «Любовь, не скрытая очками».

#### Список серий
| №  | Название | Режиссёр         | Премьера в Японии   |
| -- | --- | ---------------- | ------------------- |
| 01 | Любимая забыла очки «Суки на ко га мэганэ о васурэта» (好きな子がめがねを忘れた)                                    | Кацумаса Ёкоминэ | 4 июля 2023 г.      |
| 02 | Любимая позвала погулять «Суки на ко ни ёбидасарэта» (好きな子に呼び出された)                                       | Сёхэй Адати      | 11 июля 2023 г.     |
| 03 | Любимая подобрала любовное письмо «Суки на ко га рабу рэта: о хиротта» (好きな子がラブレターを拾った)               | Сёхэй Адати      | 18 июля 2023 г.     |
| 04 | Оправа для любимой «Суки на ко но мэганэ о эранда» (好きな子のめがねを選んだ))                                      | Тэцуити Ямагиси  | 25 июля 2023 г.     |
| 05 | Я встретился с любимой в Валентинов день «Суки на ко то барэнтайн дэ: ни атта» (好きな子とバレンタインデーに会った) | Тэцуити Ямагиси  | 1 августа 2023 г.   |
| 06 | Я встретил с любимой новый триместр «Суки на ко то син гакки о мукаэта» (好きな子と新学期を迎えた)                  | Сёхэй Адати      | 8 августа 2023 г.   |
| 07 | Я принёс очки любимой домой «Суки на ко но мэганэ о моттэкаэтта» (好きな子のめがねを持って帰った)                   | Сёхэй Адати      | 15 августа 2023 г.  |
| 08 | Мы с любимой увидели чужое признание «Суки на ко то кокухаку о митэсиматта» (好きな子と告白を見てしまった)          | Кацумаса Ёкоминэ | 22 августа 2023 г.  |
| 09 | С любимой на экскурсии «Суки на ко то ко:гай гакусю: ни итта» (好きな子と校外学習に行った)                          | Кацумаса Ёкоминэ | 29 августа 2023 г.  |
| 10 | Просьба любимой «Суки на ко ни онэгайсарэта» (好きな子にお願いされた)                                               | Тэцуити Ямагиси  | 5 сентября 2023 г.  |
| 11 | В день фестиваля мы с любимой… «Суки на ко то бункасай но хи ни» (好きな子と文化祭の日に)                           | Тэцуити Ямагиси  | 12 сентября 2023 г. |
| 12 | Я хотел готовить с любимой «Суки на ко то тё:ри дзиссю: ситакатта» (好きな子と調理実習したかった)                   | Сёхэй Адати      | 19 сентября 2023 г. |
| 13 | Обещание с любимой «Суки на ко то якусоку о сита» (好きな子と約束をした)                                            | Сёхэй Адати      | 26 сентября 2023 г. |

## Приём
В 2019 году манга была номинирована на премию Next Manga Award в категории «Лучшая печатная манга» и заняла по итогам голосования двенадцатое место в шорт-листе номинантов. В конце марта 2023 манга была включена порталом MyAnimeList в рекомендательный список «Лучше всего подойдёт новичкам».
Обозреватель с сайта Anime UK News отнесла к достоинствам первого тома манги «милые ситуации и весёлый настрой», однако назвала историю «очень скучной» и подвергла критике юмор, слишком короткие главы и отсутствие явных взаимоотношений между главными героями, в результате чего оценив том на шесть баллов из десяти. Рецензируя первые два тома, MrAJCosplay с сайта Anime News Network назвал мангу «милой и простой», отнеся к её достоинствам иллюстрации и персонажей, однако при этом посчитав некоторые главы слишком короткими, а те ситуации, в которых Ай не носит очков, не слишком правдоподобными.